# Pouilly Fumé
Pouilly Fumé är en appellation för Loireviner från övre delen av Loiredalen i närheten av flodens källor. Appellationen är känt för sina mycket friska viner, uteslutande gjorda på Sauvignon Blanc.
Namnet sägs komma av distriktets jordmån. När det blåser kan man se att den finkorniga kritan ryker från marken. Fumé betyder rök.
Pouilly Fumé är beläget på andra sidan Loire-floden jämfört med appellationen Sancerre, som gör likartade viner.